# Paris FC
Paris Football Club (bekend als Paris FC) is een Franse voetbalclub uit de hoofdstad Parijs. Opgericht in 1969 en komt uit in de Ligue 1. De club is sinds 2024 in handen van de familie Arnault en Red Bull.
In 2025 promoveerde de club voor het eerst sinds 1979 weer naar de Ligue 1 het hoogste niveau in Frans voetbal.

## Geschiedenis

### Ontstaan
De club werd in 1969 opgericht met als doel professioneel voetbal in de Franse hoofdstad terug te brengen. Het voetbal in Parijs zat in het slop. Red Star had veel van zijn pluimen verloren en RC Paris, Stade Français en CA Paris waren weggezakt naar lagere divisies of hielden gewoon op te bestaan. De club sloot zich in juli 1969 aan bij de Franse voetbalbond en Pierre-Etienne Guyot werd de eerste voorzitter van de club.
Om zo snel mogelijk in de eerste klasse te komen deed het een poging om te fuseren met CS Sedan, maar deze weigerde nadat enkele jaren eerder een fusie met RC Paris al op niets uitdraaide. De club had nu geen andere keuze dan zijn pijlen te richten op de tweede klasse. Stade Saint-Germain was net gepromoveerd naar de tweede klasse en Paris FC fusioneerde met de club om zo Paris Saint-Germain te vormen. Met vier punten voorsprong op FC Rouen werd de club kampioen en promoveerde zo in één seizoen naar de hoogste klasse.
De stad Parijs wilde dat de club in het Parc des Princes ging spelen onder de naam Paris FC. Niet iedereen ging hiermee akkoord en dit leidde uiteindelijk tot een splitsing. Paris FC werd zelfstandig en slorpte de club CA Montreuil op en behield het professionele gedeelte van de club. Paris Saint-Germain werd een amateurclub, die zich echter vrij snel een weg naar de top zou banen.
Paris FC verhuisde naar het Parc des Princes, waar 48.000 toeschouwers in konden. In het eerste seizoen werd de club twaalfde op twintig clubs. Red Star degradeerde dat seizoen waardoor PFC de enige club uit de hoofdstad was die in de hoogste klasse speelde. In 1973/74 werd de club voorlaatste en degradeerde. Ironisch was dat Paris Saint-Germain dat seizoen naar de hoogste klasse promoveerde en vanaf dan ook het Parc des Princes in gebruik nam.
In de tweede klasse moest Paris meteen tegen degradatie vechten. In 1978 werd de club tweede achter Lille OSC en won de barrage tegen RC Besançon waardoor de club een wederoptreden maakte in de hoogste klasse, al was dit slechts voor één seizoen. PFC stond het hele seizoen in de kelder van het klassement en werd zelfs thuis vernederd door AS Monaco met 1-7.

### Overname door Lagardère
In 1980 bereikte de club de halve finale van de Franse beker en verloor daar van andere tweedeklasser US Orléans. In 1983 fusioneerde de club onder impuls van industrieel Jean-Luc Lagardère met Racing Club de France. Lagardère wilde een nieuw topteam in Parijs. De club nam de naam Racing Paris 1 aan. De ideeën van Lagardère en het oude bestuur van Paris FC lagen mijlenver uit elkaar en dit leidde na één seizoen tot een splitsing in Racing Club de Paris, dat professioneel bleef, en Paris Football Club 83 dat opnieuw begon in de vierde klasse.
Na één seizoen zakte de club zelfs naar de 5de klasse. Na twee middelmatige seizoenen kon de club opnieuw aansluiting vinden met de top en in '88 en '89 werd club twee keer op rij kampioen en speelde zo terug in de derde klasse. Daar speelde de club in de subtop en maakte in 1992 kans op promotie, maar miste die. In 1993 werd de club vierde en plaatste zich voor de nieuwe competitie die National genoemd werd en de oude Division 3 met zes regionale reeksen verving. Ook de volgende jaren deed de club het behoorlijk en eindigde enkel in 2000 op een slechte plaats en moest dat bekopen met een degradatie.
Van 2000 tot 2006 speelde de club in 4de waar het moeilijk is om te promoveren omdat enkel de kampioen naar 3de gaat maar slaagde er uiteindelijk toch in. Het doel was om binnen de drie jaar te promoveren naar de tweede klasse zodat Parijs opnieuw een profclub erbij had. De club slaagde hier echter niet in en eindigde meestal in de middenmoot. In 2013 zou de club sportief gedegradeerd zijn maar werd gered doordat FC Rouen, Le Mans FC en CS Sedan wegens financiële problemen uit de competitie gezet werden.

### Terug naar professioneel voetbal
Na een tweede plaats in 2015 promoveerde de club eindelijk terug naar de Ligue 2, maar kon daar de laatste plaats niet vermijden. In 2016 werd de club derde en plaatste zich zo voor de play-off voor promotie en verloor deze van US Orléans, echter doordat SC Bastia wegens financiële problemen teruggezet werd naar de Championnat National promoveerde Paris in extremis toch nog. Na een achtste plaats in het eerste seizoen werd de club vierde in 2019 en nam deel aan de eindronde om te promoveren, maar verloor hier van RC Lens.

### Investeerders uit Bahrein
Na een teleurstellende 2019/20, waar de club slechts zeventiende eindigde kwam er goed nieuws voor de club. Door investeerders uit Bahrein kreeg de club in augustus 2020 vers kapitaal en heeft de club de ambitie om binnen de drie seizoenen te promoveren naar de hoogste klasse. De club begon alvast goed aan het seizoen 2020/21 en stond een tijdje aan de leiding, maar zakte dan naar de subtop. De club werd uiteindelijk vijfde en verloor in de promotie-eindronde van Grenoble. Ook in 2022 plaatste de club zich voor de eindronde en verloor nu van FC Sochaux. Na een zevende plaats in 2023 leek de club in 2024 aanvankelijk op een slecht seizoen af te stevenen maar door een goede remonte belandde club alsnog op de vijfde plaats, maar verloor dan in de eindronde wel van Rodez.

### Overname familie Arnault
In oktober 2024 werd bekend dat de familie Arnault, onder leiding van Bernard Arnault, bekend van LVMH en op dat moment de rijkste man ter wereld, in exclusieve onderhandelingen was voor een mogelijke overname van Paris FC. Red Bull sloot zich aan bij dit aanbod. Het bedrijf Agache SCA, eigendom van de familie Arnault, nam een meerderheidsbelang van 55 procent in de voetbalclub, terwijl Red Bull 15 procent in handen kreeg. De toenmalige eigenaar, Pierre Ferracci, behield de overige 30 procent en mag deze pas in 2027 verkopen. Red Bull heeft een voornamelijk adviserende rol aangenomen, met onder andere Jürgen Klopp aan boord als Head of Global Soccer. Ferracci bleef aan als president van de club, terwijl Antoine Arnault, zoon van Bernard, aantrad als voorzitter van de raad van bestuur bij Paris FC.
Een van de eerste handelingen van de nieuwe eigenaren was het bewerkstelligen van een verhuizing naar Stade Jean-Bouin per medio 2025.
Op 2 mei 2025 speelde Paris FC tegen FC Martigues in de Ligue 2. De Parijzenaren speelden gelijk, maar verzamelden voldoende punten bij elkaar om promotie naar de Ligue 1 veilig te stellen. Ze promoveerde daarmee voor het eerst sinds het seizoen 1978/79. In het seizoen 2025/26 staan er voor het eerst sinds 1989/90 weer twee Parijse clubs tegenover elkaar op het hoogste niveau.

## Resultaten
- 1973 12e
Division 1
- 1974 19e
Division 1
- 1975 15e
Division 2
- 1976 12e
Division 2
- 1977 12e
Division 2
- 1978 2e
Division 2
- 1979 19e
Division 1
- 1980 7e
Division 2
- 1981 15e
Division 2
- 1982 10e
Division 2
- 1983 4e
Division 2
- 1984 13e
Division 4
- 1985 11e
Niveau 5
- 1986 10e
Niveau 5
- 1987 2e
Niveau 5
- 1988 1e
Niveau 5
- 1989 1e
Division 4
- 1990 12e
Division 3
- 1991 5e
Division 3
- 1992 3e
Division 3
- 1993 4e
Division 3
- 1994 8e
National 1
- 1995 7e
National 1
- 1996 10e
National 1
- 1997 3e
National 1
- 1998 6e
National
- 1999 9e
National
- 2000 17e
National
- 2001 4e
CFA
- 2002 7e
CFA
- 2003 12e
CFA
- 2004 11e
CFA
- 2005 7e
CFA
- 2006 1e
CFA
- 2007 6e
National
- 2008 10e
National
- 2009 6e
National
- 2010 6e
National
- 2011 11e
National
- 2012 16e
National
- 2013 17e
National
- 2014 9e
National
- 2015 2e
National
- 2016 20e
Ligue 2
- 2017 3e
National
- 2018 8e
Ligue 2
- 2019 4e
Ligue 2
- 2020 17e
Ligue 2
- 2021 5e
Ligue 2
- 2022 4e
Ligue 2
- 2023 7e
Ligue 2
- 2024 5e
Ligue 2
- 2025 2e
Ligue 2

- Niveau 1
- Niveau 2
- Niveau 3
- Niveau 4
- Niveau 5

| Seizoen   | №   | Clubs | Divisie                 | Duels | Winst | Gelijk | Verlies | Doelsaldo | Punten | Tsch  | Coupe de France | Coupe de la Ligue |
| --------- | --- | ----- | ----------------------- | ----- | ----- | ------ | ------- | --------- | ------ | ----- | --------------- | ----------------- |
| 1978–1979 | 19e | 20    | Division 1              | 38    | 9     | 10     | 19      | 42-77     | 28     | 9.623 | 1/16e           | -                 |
| 1979–1980 | 7e  | 18    | Division 2 B            | 34    | 11    | 15     | 8       | 41-34     | 37     | 1.220 | 1/2e            | -                 |
| 1980–1981 | 15e | 18    | Division 2 B            | 34    | 9     | 10     | 15      | 36-34     | 28     | 1.309 | 1/32e           | -                 |
| 1981–1982 | 10e | 18    | Division 2 A            | 34    | 11    | 12     | 11      | 46-45     | 34     | 1.376 | voorronde       | 1e ronde          |
| 1982–1983 | 15e | 16    | Division 3 Nord         | 30    | 6     | 7      | 17      | 25-49     | 19     | 1.346 | 1/4e            | -                 |
| 1983–1984 | 13e | 14    | Division 4 B            | 26    | 5     | 7      | 14      | 29-41     | 17     |       | 1/32e           | -                 |
| 1984–1985 | 10e |       | Ligue régionale Paris   |       |       |        |         |           |        |       | voorronde       | -                 |
| 1985–1986 | 11e |       | Ligue régionale Paris   |       |       |        |         |           |        |       | voorronde       | -                 |
| 1986–1987 | 2e  |       | Ligue régionale Paris   |       |       |        |         |           |        |       | voorronde       | -                 |
| 1987–1988 |     |       | Ligue régionale Paris   |       |       |        |         |           |        |       | 1/32e           | -                 |
| 1988–1989 |     | 14    | Division 4 F            | 26    | 12    | 10     | 4       | 47-20     | 34     |       | voorronde       | -                 |
| 1989–1990 | 12e | 16    | Division 3 Est          | 30    | 13    | 2      | 15      | 42–44     | 28     | 379   | voorronde       | -                 |
| 1990–1991 | 5e  | 16    | Division 3 Est          | 30    | 11    | 12     | 7       | 33–22     | 34     | 326   | voorronde       | -                 |
| 1991–1992 | 3e  | 16    | Division 3 Centre       | 30    | 13    | 13     | 4       | 33–24     | 39     | 506   | voorronde       | -                 |
| 1992–1993 | 4e  | 16    | Division 3 Centre       | 30    | 12    | 9      | 9       | 36–24     | 36     | 385   | voorronde       | -                 |
| 1993–1994 | 8e  | 18    | Championnat National 1A | 34    | 11    | 12     | 11      | 26–28     | 35     | 396   | 1/32e           | -                 |
| 1994–1995 | 7e  | 18    | Championnat National 1B | 34    | 12    | 13     | 9       | 40–43     | 37     | 248   | voorronde       | -                 |
| 1995–1996 | 10e | 18    | Championnat National 1B | 34    | 10    | 12     | 12      | 28–40     | 42     | 220   | voorronde       | -                 |
| 1996–1997 | 3e  | 18    | Championnat National 1A | 34    | 17    | 9      | 8       | 55–27     | 60     | 366   | 1/16e           | -                 |
| 1997–1998 | 6e  | 18    | Championnat National    | 34    | 14    | 11     | 9       | 46–33     | 53     | 302   | voorronde       | -                 |
| 1998–1999 | 9e  | 19    | Championnat National    | 36    | 13    | 10     | 13      | 46–51     | 49     | 333   | 1/16e           | -                 |
| 1999–2000 | 17e | 20    | Championnat National    | 38    | 12    | 5      | 21      | 32–48     | 41     | 400   | voorronde       | -                 |
| 2000–2001 | 4e  | 18    | CFA D                   | 34    | 16    | 9      | 9       | 55–28     | 57     | 250   | voorronde       | -                 |
| 2001–2002 | 7e  | 18    | CFA D                   | 34    | 11    | 15     | 8       | 47–42     | 48     | 220   | voorronde       | -                 |
| 2002–2003 | 12e | 18    | CFA B                   | 34    | 10    | 12     | 12      | 37–37     | 42     | 210   | voorronde       | -                 |
| 2003–2004 | 11e | 18    | CFA D                   | 34    | 11    | 8      | 15      | 31–40     | 41     | 200   | voorronde       | -                 |
| 2004–2005 | 7e  | 18    | CFA D                   | 34    | 12    | 14     | 8       | 36–27     | 50     | 220   | 1/32e           | -                 |
| 2005–2006 |     | 18    | CFA D                   | 34    | 19    | 8      | 7       | 42–23     | 65     | 250   | voorronde       | -                 |
| 2006–2007 | 6e  | 20    | Championnat National    | 38    | 15    | 14     | 9       | 48–34     | 59     | 540   | voorronde       | -                 |
| 2007–2008 | 10e | 20    | Championnat National    | 38    | 12    | 14     | 12      | 52–53     | 50     | 541   | 1/16e           | -                 |
| 2008–2009 | 6e  | 20    | Championnat National    | 38    | 16    | 7      | 15      | 46–43     | 55     | 370   | voorronde       | -                 |
| 2009–2010 | 6e  | 20    | Championnat National    | 38    | 16    | 10     | 12      | 51–43     | 58     | 389   | voorronde       | -                 |
| 2010–2011 | 11e | 21    | Championnat National    | 40    | 11    | 16     | 13      | 45–46     | 49     | 471   | 1/16e           | -                 |
| 2011–2012 | 16e | 20    | Championnat National    | 38    | 12    | 8      | 18      | 39–48     | 44     | 384   | voorronde       | -                 |
| 2012–2013 | 17e | 20    | Championnat National    | 38    | 8     | 16     | 14      | 38–56     | 40     | 294   | voorronde       | -                 |
| 2013–2014 | 9e  | 18    | Championnat National    | 34    | 11    | 13     | 10      | 32–27     | 46     | 511   | voorronde       | -                 |
| 2014–2015 | 2e  | 18    | Championnat National    | 34    | 19    | 9      | 6       | 50–28     | 66     |       | voorronde       | -                 |
| 2015–2016 | 20e | 20    | Ligue 2                 | 38    | 4     | 18     | 16      | 32–51     | 30     | 3.261 | voorronde       | 1e ronde          |
| 2016–2017 | 3e  | 18    | Championnat National    | 34    | 15    | 9      | 10      | 71–19     | 54     |       | voorronde       | 1/16e             |
| 2017–2018 | 8e  | 20    | Ligue 2                 | 38    | 16    | 13     | 9       | 46–36     | 61     | 3.072 | voorronde       | 2e ronde          |
| 2018–2019 | 4e  | 20    | Ligue 2                 | 38    | 17    | 14     | 7       | 36–22     | 65     | 3.849 | voorronde       | 1e ronde          |
| 2019–2020 | 17e | 20    | Ligue 2                 | 28    | 7     | 7      | 14      | 22–40     | 28     | 2.344 | 1/16e           | 1/16e             |
| 2020–2021 | 5e  | 20    | Ligue 2                 | 28    | 17    | 13     | 8       | 53–37     | 64     | 1.644 | 1/32e           | -                 |
| 2021–2022 | 4e  | 20    | Ligue 2                 | 28    | 20    | 10     | 8       | 54–35     | 70     | 2.344 | 1/32e           | -                 |
| 2022–2023 | 7e  | 20    | Ligue 2                 | 38    | 15    | 10     | 13      | 45–43     | 55     |       |                 | -                 |
| 2023–2024 | 5e  | 20    | Ligue 2                 | 38    | 16    | 11     | 11      | 49–42     | 59     |       |                 | -                 |
| 2024–2025 | 2e  | 18    | Ligue 2                 | 34    | 21    | 6      | 7       | 55–33     | 69     |       |                 | -                 |

## Trainer-coaches
- Louis Hon (1972)
- Antoine Dalla Cieca (1972-1976)
- Robert Vicot (1976-1979)
- Roger Lemerre (1979-1981)
- Alberto Muro (1981-1983)
- Luc Rabat (1983-1986)
- Pierre Lechantre (1986-1992)
- Hubert Velud (1992)
- Delio Onnis (1992-1995)
- Hubert Velud (1995-1999)
- Jean-François Charbonnier (1999)
- Jean-Pierre Carayon (1999-1999)
- Robert Buigues (1999-2002)
- Philippe Lemaître (2002-2004)
- Patrick Parizon (2004)
- Jean-Marc Pilorget (2004-2007)
- Jean-Guy Wallemme (2007-2008)
- Jean-Marc Pilorget (2008-2009)
- Jean-Luc Vannuchi (2009-2011)
- Alain Mboma (2011-2012)

- Olivier Guillou (2012)
- Alexandre Monier (2012-2013)
- Souleymane Baba Diomandé (2012-2013)
- Gaston Diamé (2013)
- Christophe Taime (2013-2015)
- Jean-Luc Vasseur (2015-2016)
- Réginald Ray (2016-2017)
- Fabien Mercadal (2017-2018)
- Mehmed Baždarević (2018-2019)
- René Girard (2019-2021)
- Thierry Laurey (2021-2023)
- Stéphane Gilli (2023-nu)

## Bekende (ex-)spelers
- Saifeddine Alami
- / Axel Disasi
- Patrick Formica

- Silas Katompa Mvumpa
- Jonathan Nanizayamo
- Julian Palmieri

- Romain Perraud
- Vincent Rüfli
- Mathys Tel